# Anthodiscus chocoensis
Anthodiscus chocoensis är en tvåhjärtbladig växtart som beskrevs av Ghillean `Iain' Tolmie Prance. Anthodiscus chocoensis ingår i släktet Anthodiscus och familjen Caryocaraceae. IUCN kategoriserar arten globalt som sårbar.
Artens utbredningsområde är Colombia. Inga underarter finns listade i Catalogue of Life.